# Hovedstadsregionen
|  | Sammenskrivningsforslag Artiklen Hovedstadsregionen er foreslået føjet ind i Hovedstadsområdet. (Siden juni 2020) Diskutér forslaget |

 Ikke at forveksle med Region Hovedstaden og Hovedstadsområdet.
Hovedstadsregionen er en (nu udgået) samlet betegnelse for Københavns og Frederiksberg kommuner samt de nu nedlagte Københavns, Frederiksborg og Roskilde amter.  Et andet navn for samme område er HT-området, efter det ligeledes nedlagte Hovedstadsområdets Trafikselskab.
Hovedstadsregionen er således forskellig fra Region Hovedstaden, der ikke fik Roskilde Amt med, men til gengæld Bornholm.
Området omfatter landsdelene Københavns by, Københavns omegn, Nordsjælland og Østsjælland, i alt et landareal på 2.773 km2.

## Hovedstadsregionen historisk set
Betegnelsen "Hovedstadsregionen" er blevet brugt siden starten af 1970'erne af Danmarks Statistik for at undgå forveksling med Hovedstadsområdet som nu bruges om det bymæssigt sammenhængende område omkring selve København – arealmæssigt et tydeligt mindre område.
I 2000 overtog Hovedstadens Udviklingsråd (HUR) de regionale opgaver med kollektiv trafik og overordnet trafikplanlægning samt andre regionale opgaver i regionen. Fra kommunalreformen 2007 overgik opgavene med kollektiv trafik til selskabet Movia, der dækker alle kommuner i Danmark øst for Storebælt dog undtagen Bornholms Regionskommune.
TV-stationerne TV 2 Kosmopol, Kanal København og Hovedstads-TV dækker redaktionelt hele det område, der før blev betegnet som Hovedstadsregionen.
Før 2007 var området på 2.864 km² og havde ca. 1,89 millioner indbyggere, hvilket gav en befolkningstæthed på 660 indb./km². Ved Kommunalreformen (2007) blev Stevns Kommune (Storstrøms Amt) slået sammen med Vallø Kommune (Roskilde Amt), og den samlede kommune regnes nu som en del af Hovedstadsregionen, som dermed voksede med 166 km² og ca. 11.500 indbyggere.
Der bor i dag 1.950.430 indbyggere (pr. 1.1.2013) på regionens i alt 2.768,6 km² landareal (3030 km² totalt). Området omfatter 34 kommuner. og 4 landsdele.

## Fodnoter
1. ↑  Efter amternes nedlæggelse defineres området som hele Region Hovedstaden på nær Bornholms Kommune, og desuden også Greve, Køge, Lejre, Roskilde, Solrød og Stevns Kommuner fra Region Sjælland.
2. ↑  se Danmarks landsdele
3. ↑  "Statistikbanken.dk/statbank5a/SelectOut". Arkiveret fra originalen 12. februar 2021. Hentet 5. januar 2014.
4. ↑  "Kort over Hovedstadsregionens kommuner". Arkiveret fra originalen 15. december 2012. Hentet 3. maj 2010.
5. ↑  kilder findes i Danmarks landsdele

56°N 12°Ø / 56°N 12°Ø